# Burnt Point-Gull Island-Northern Bay
Burnt Point-Gull Island-Northern Bay est un district de services locaux de Terre-Neuve-et-Labrador, au Canada. Il est situé dans l'Est de l'île de Terre-Neuve, sur la péninsule d'Avalon. Le village est accessible par la route 70.